# Parabryophila edobasis
Parabryophila edobasis är en fjärilsart som beskrevs av Dyar 1920. Parabryophila edobasis ingår i släktet Parabryophila och familjen nattflyn. Inga underarter finns listade i Catalogue of Life.